# 度会町立内城田中学校
度会町立内城田中学校（わたらいちょうりつうちきだちゅうがっこう）は、三重県度会郡度会町棚橋にあった公立中学校。

## 概要
- 1975年（昭和50年）5月1日当時
  - 校地面積：12,767m2
  - 校舎：面積 2,195m2
  - 運動場：面積 6,988m2
  - 屋内体育館：面積 712m2

## 沿革
- 1947年（昭和22年）4月 - 内城田村立内城田中学校として創立する。内城田村立内城田小学校の校舎を使用する。
- 1950年（昭和25年）6月 - 新校舎が落成する。6月1日を創立記念日とする。
- 1955年（昭和30年）4月 - 町村合併により、度会村が発足するのに伴い、度会村立内城田中学校と改称する。
- 1959年（昭和34年）6月 - 屋内体育館が落成する。
- 1959年（昭和34年）9月 - 伊勢湾台風により、校舎に大きな被害を受ける。
- 1961年（昭和36年）4月 - 度会村役場の改築のため、役場事務所を屋内体育館に移転する。
- 1961年（昭和36年）9月 - 第2室戸台風により、校舎に大きな被害を受ける。
- 1966年（昭和41年）12月 - 校歌を制定する。
- 1968年（昭和43年）1月 - 度会町の町制施行に伴い、度会町立内城田中学校と改称する。
- 1972年（昭和47年）9月 - 台風20号により、校舎に大きな被害を受ける。
- 1976年（昭和51年）1月 - 統合中学校の校舎建設のため、三重県立度会高等学校の旧校舎を借用移転する。
- 1976年（昭和51年）3月 - 度会町内中学校の統合に伴い、閉校する。（度会町立度会中学校へ統合）